# Hal Blaine
Hal Blaine, nascido Harold Simon Belsky (Holyoke, 5 de fevereiro de 1929 – Palm Desert, 11 de março de 2019) foi um baterista e Músico de sessão americano. Ele foi mais conhecido por seu trabalho na banda The Wrecking Crew na Califórnia. Blaine tocou bateria em numerosos sucessos de outros músicos e de bandas: entre os nomes incluem-se Elvis Presley, John Denver, The Ronettes, Simon & Garfunkel, The Carpenters e The Beach Boys. Blaine faz parte do Rock & Roll Hall of Fame.
Estima-se que Blaine esteja entre os bateristas de estúdio com mais gravações na história da indústria da música, sendo creditado em mais de 35 000 sessões e 6 000 singles. Sua bateria é creditada em 150 dos 10 maiores sucessos dos EUA, dos quais 40 foram para o número um, assim como muitas trilhas sonoras de filmes e de televisão. Segundo o crítico musical Regis Tadeu, "Blaine trouxe inovações para o instrumento quando desenvolveu junto com a Ludwig um kit com vários tons, que iam de 6” a 16”, juntamente com um tipo de suporte especial, que originou depois aquelas baterias imensas apoiadas em racks".
Faleceu em 11 de março de 2019, por causas naturais, aos 90 anos de idade.

## Prêmios Grammy
Alguns prêmios Grammy foram concedidos a gravações nas quais Blaine esteve presente por seis anos consecutivos:
- Herb Alpert & the Tijuana Brass em 1966 por "A Taste of Honey";
- Frank Sinatra em 1967 por "Strangers in the Night";
- The Fifth Dimension em 1968 por "Up, Up and Away";
- Simon & Garfunkel em 1969 por "Mrs. Robinson";
- The 5th Dimension em 1970 por "Aquarius/Let the Sunshine In"; e
- Simon & Garfunkel em 1971 por "Bridge Over Troubled Water".

## Sucessos no topo das paradas - número 1
- "Can't Help Falling in Love" - Elvis Presley (18/12/1961)
- "He's a Rebel" - The Crystals (6/10/1962)
- "Surf City" - Jan & Dean (22/06/1963)
- "I Get Around" - The Beach Boys (06/06/1964)
- "Everybody Loves Somebody" - Dean Martin (11/07/1964)
- "Ringo" - Lorne Greene (07/11/1964)
- "This Diamond Ring" - Gary Lewis & the Playboys (23/01/1965)
- "Help Me, Rhonda" - The Beach Boys (01/05/1965)
- "Mr Tambourine Man" - The Byrds (05/06/1965)
- "I Got You Babe" -Sonny & Cher (31/07/1965)
- "Eve of Destruction (canção) " - Barry McGuire (28/08/1965)
- "My Love" - Petula Clark (15/01/66)
- "These Boots Are Made for Walkin'" - Nancy Sinatra (05/02/1966)
- "Monday Monday" - The Mamas & the Papas (16/04/1966)
- "Strangers in the Night" - Frank Sinatra (02/07/1966)
- "Poor Side of Town" - Johnny Rivers (08/10/1966)
- "Good Vibrations" - The Beach Boys (29/10/1966)
- "Somethin' Stupid" - Frank & Nancy Sinatra (25/03/1967)
- "The Happening" - The Supremes (15/04/1967)[6][7]
- "Windy" - The Association (03/06/1967)
- "Mrs. Robinson" - Simon & Garfunkel (04/05/1968)
- "Dizzy" - Tommy Roe (15/03/1969)
- "Aquarius/Let the Sunshine In" - The Fifth Dimension (12/04/1969)
- "Love Theme - Romeo & Juliet" - Henry Mancini (24/05/1969)
- "Wedding Bell Blues" - The Fifth Dimension (04/10/1969)
- "Bridge Over Troubled Water" - Simon & Garfunkel (14/02/1970)
- "(They Long to Be) Close to You" - The Carpenters (27/061970)
- "Cracklin' Rosie" - Neil Diamond (29/08/1970)
- "Indian Reservation" - Paul Revere & the Raiders (29/05/1971)
- "I Think I Love You" - The Partridge Family (31/10/1971)
- "Song Sung Blue" - Neil Diamond (13/05/1972)
- "Half-Breed" - Cher (01/09/1973)
- "Annie's Song" - John Denver (15/06/1974)
- "Top of The World" - The Carpenters (20/10/1974)
- "The Way We Were" - Barbra Streisand (22/12/1974)
- "Thank God I'm a Country Boy" - John Denver (05/04/1975)
- "Love Will Keep Us Together" - Captain & Tennille (24/05/1975)
- "I'm Sorry"/"Calypso" - John Denver (30/08/1975)
- "Theme from Mahogany (Do You Know Where You're Going To)" - Diana Ross (22/11/1976)

## Discografia Solo
- 1963 - "Deuces, T's, Roadsters and Drums
- 1966 - Drums! Drums! A Go Go
- 1967 - Psychedelic Percussion
- 1968 - Have Fun!!! Play Drums!!!
- 1998 - Buh-Doom